# Cuiwei Wuxue
Cuiwei Wuxue (chiń. 翠微無學; pinyin Cuìwēi Wúxué; kor. 취미무학 Ch’wimi Muhak; jap. Suibi Mugaku; wiet. Thuý Vi Vô Học; ur. 739, zm. 824) – chiński mistrz chan z tradycji południowej szkoły chan.

## Życiorys
Był uczniem mistrza chan Danxia Tianrana.
Zapisano przebieg jego pierwszego spotkania z mistrzem:
Cuiwei spytał Danxię: „Jakie są nauki wszystkich buddów?”
Danxia zawołał: „Na szczęście życie jest zasadniczo cudowne. Dlaczego chcesz zabrać się za szmatę i miotłę?”
Cuiwei odsunął się na trzy kroki.
Danxia powiedział: „Źle.”
Cuiwei podszedł.
Danxia powiedział: „Źle. Źle.”
Cuiwei podniósł jedną stopę, zatoczył nią koło i wyszedł.
Danxia powiedział: „Taka odpowiedź! Ona obraca czyjś tył na wszystkich buddów.”
Po usłyszeniu tych słów Cuiwei osiągnął wielkie oświecenie.
Później, gdy Cuiwei był już opatem klasztoru, Touzi Yiqing powiedział do niego: „Nie mam pewności jaki był skutek zobaczenia Bodhidharmy po raz pierwszy przez Drugiego Przodka?”
Mistrz chan Cuiwei powiedział: „Właśnie w tej chwili możesz mnie wiedzieć. Jaki jest skutek?”
W tym momencie Touzi nagle przebudził się do głębokiej tajemnicy.
Mistrz nauczał w klasztorze na górze Chongnan w Chang’anie.

## Linia przekazu Dharmy zen
- 33/6 Huineng (638–713)
  - 34/7 Qingyuan Xingsi (660–740)
    - 35/8 Shitou Xiqian (700–790)
      - 36/9 Changzi Kuang
      - 36/9 Zhaoti Huilang
      - 36/9 Jingzhao Shili
      - 36/9 Dadian Baotong (zm. 819)
      - 36/9 Tianhuang Daowu (748–807)
      - 36/9 Yueshan Weiyan (751–834)
      - 36/9 Danxia Tianran (739–824)
        - 37/10 Cuiwei Wuxue (739–824)
          - 38/10 Caotang (bd)
          - 38/11 Touzi Datong (819–914)
            - 39/12 Dayang Daokai (bd)
            - 39/12 Dongkeng Yanjun (882–966)
            - 39/12/1 Ch’anyu Togwang (869–958) Korea